# Carlo Cudicini
Carlo Cudicini (* 6. September 1973 in Mailand) ist ein ehemaliger italienischer Fußballspieler auf der Position des Torhüters.

## Werdegang
Cudicini begann seine Karriere in der Jugend der AC Mailand, wechselte dann zum AC Prato. Von dort gelangte er über die Stationen Lazio Rom und ASD Castel di Sangro zur Saison 1999/2000 für eine Ablösesumme von rund 240.000 Euro zum englischen Klub FC Chelsea, der damals von Cudicinis Landsmann Gianluca Vialli trainiert wurde. Nach einer Saison avancierte er zum Stammtorhüter. Seit dem Transfer von Petr Čech zu Chelsea im Jahr 2004 war Cudicini nur noch Ersatztorwart des Londoner Klubs.
Im November 2002 gehörte Carlo Cudicini zum Kader der italienischen Nationalmannschaft für das Länderspiel gegen die Türkei, kam aber nicht zum Einsatz.
Am 14. Oktober 2006 wurde Cudicini im Spiel gegen den FC Reading für Petr Čech eingewechselt, da sich dieser bei einem Zusammenstoß mit einem Gegenspieler einen Schädelbruch zuzog und vom Platz getragen wurde. Cudicini wurde jedoch in der Nachspielzeit ebenfalls nach einem Zusammenprall mit Ibrahima Sonko bewusstlos vom Platz getragen. Für ihn sprang John Terry (eigentlich Innenverteidiger) als Torwart ein.
Im Januar 2009 wechselte Carlo Cudicini zu Tottenham Hotspur, für die er am 27. Januar 2009 beim 3:1-Sieg gegen Stoke City sein Ligadebüt gab. Am 12. November 2009 erlitt er mehrere Knochenbrüche, als sein Motorrad von einem Auto erfasst wurde.
Zum 1. Januar 2013 wechselte Cudicini zu LA Galaxy.
Sein Vater Fabio Cudicini war ebenfalls Fußballtorhüter.